# Husen (Lichtenau)
Husen is een plaats in de Duitse gemeente Lichtenau (Westfalen), deelstaat Noordrijn-Westfalen en telt 1142 inwoners (2007).